# Annapolis Basin
Annapolis Basin är en vik i Kanada.   Den ligger i provinsen Nova Scotia, i den sydöstra delen av landet, 800 km öster om huvudstaden Ottawa.
Runt Annapolis Basin är det glesbefolkat, med 11 invånare per kvadratkilometer.